# Bagno di Romagna
Bagno di Romagna là một đô thị ở tỉnh Forlì-Cesena trong vùng Emilia-Romagna, có cự ly khoảng 90 km về phía đông nam của Bologna và khoảng 45 km về phía nam của Forlì. 
Bagno di Romagna giáp các đô thị: Bibbiena, Chiusi della Verna, Mercato Saraceno, Poppi, Pratovecchio, Santa Sofia, Sarsina, Verghereto.

## Thành phố kết nghĩa
- Rapperswil, Thụy Sĩ